# Schlacht von Magersfontein
Kimberley – Talana Hill – Elandslaagte – Ladysmith – Modder River – Stormberg – Magersfontein – Colenso – Spion Kop – Vaal Krantz – Paardeberg – Tugela Heights – Sanna’s Post – Mafeking – Diamond Hill – Bergendal – Nooitgedacht – Blood River Poort – Bakenlaagte – Tweebosch – Rooiwal
Die Schlacht von Magersfontein war eine Schlacht im Zweiten Burenkrieg. Sie fand am 11. Dezember 1899 in Magersfontein an der Grenze der Kapkolonie zum Oranje-Freistaat im heutigen Südafrika statt. Burische Truppen unter Piet Cronjé und Koos de la Rey besiegten dort britische Truppen unter Lord Methuen. Es war nach der Schlacht von Stormberg die zweite von insgesamt drei schweren britischen Niederlagen während der später so genannten „Schwarzen Woche“ (englisch Black Week).

## Vorgeschichte
Die Absicht der Briten war es, das belagerte Kimberley mit seinen Diamantenminen zu entsetzen. Der Cape-Railway-Eisenbahnstrecke folgend, hatte die britische 1. Division unter Generalleutnant Methuen die Buren bereits aus deren Stellungen in Belmont, Graspan und am Modder River vertrieben, allerdings unter hohen eigenen Verlusten. Am Modder River hatte der Rückzug der demoralisierten Freistaat-Buren unter Piet Cronjé zur Aufgabe der ansonsten gut präparierten Stellungen entlang des einzigen ernsthaften natürlichen Hindernisses für Methuens Truppen geführt. Zwischen dem Modder River und Kimberley lagen nun nur noch einige Hügelketten, die sich als neue Verteidigungsstellung anboten. Die Buren planten ursprünglich, in den Hügeln bei Spytfontein Widerstand zu leisten, aber als Lord Methuens erschöpfte Truppen zu einer mehrtägigen Pause in Modder River gezwungen waren, rückten sie auf das nur einige Meilen nördlich des Flusses gelegene Magersfontein vor. Statt den hohen Magersfontein Hill zu besetzen, gruben sich die Buren am Fuß des Hügels ein. Diese von de la Rey entwickelte Taktik ermöglichte es ihnen, wesentlich mehr Vorteil aus der flachen Schussbahn ihrer Mauser-Gewehre zu ziehen. Die hervorragend getarnten Schützengräben boten zudem ein Überraschungsmoment, da den Briten die Position der Gräben mangels ausreichender Aufklärung nicht bekannt war.
Die Buren hatten seit der Schlacht am Modder River beträchtliche Verstärkungen erhalten, unter anderem einen Teil der Truppen, die vorher Mafeking belagert hatten, sowie mehrere Kommandos von Transvaal-Buren. Zudem hatte Anfang Dezember der Präsident des Freistaats Marthinus Steyn seine Truppen besucht, um sie neu zu motivieren. General Prinsloo, der für die vorherigen Niederlagen verantwortlich gemacht wurde, war degradiert worden.
Die Briten erhielten ebenfalls Verstärkung, vor allem in Form von Geschützen, worin sie den Buren deutlich überlegen waren, und der Highland Brigade. Die zerstörte Eisenbahnbrücke über den Modder war provisorisch wiederhergerichtet worden und die Versorgung somit sichergestellt.

## Die Schlacht
Nach einem Artilleriebeschuss am vorherigen Nachmittag, der auf den eigentlichen Hügel zielte und somit keinerlei Verluste unter den Buren forderte, ließ Methuen die frisch eingetroffene Highland Brigade unter Generalmajor Wauchope in der Nacht vorrücken, um die Buren am Morgen anzugreifen. Ein Nachtmarsch in Kolonnenformation, gefolgt von Ausschwärmen und Sturmangriff in offener Ordnung mit aufgepflanztem Bajonett, war seit der Schlacht von Tel-el-Kebir die britische Standardtaktik. Bei Magersfontein wurde dies jedoch durch widriges Gelände, starken Regen und Kompassabweichungen durch eisenhaltiges Gestein behindert. Die Brigade erreichte ihre vorgesehene Angriffsposition dadurch erst später als geplant und begann gerade erst mit dem Ausschwärmen, als sie von den Buren entdeckt und unter Feuer genommen wurden.
Die dichte britische Kolonne geriet schnell in Konfusion, zumal General Wauchope bereits von einer der ersten Salven getötet wurde. Teilen des Regiments Black Watch (Royal Highlanders) gelang es dennoch, die burischen Gräben anzugreifen. Einige von ihnen begannen, den Magersfontein Hill hinaufzusteigen, wobei sie von den Buren angegriffen wurden, während andere in einem grimmigen Vorgriff auf den Grabenkrieg des Ersten Weltkrieges in Stacheldrahtverhauen vor den burischen Gräben hängenblieben und dort erschossen wurden. Die restlichen drei Bataillone der Highland Brigade konnten weder vorrücken noch sich zurückziehen und mussten auf freiem Feld Deckung suchen.
Methuen versuchte, die von seinen Beobachtungsballons entdeckte, etwa 1500 Meter breite Lücke in den burischen Stellungen östlich des Hügels für einen Flankenangriff der in Reserve gehaltenen Guards Brigade unter Generalmajor Colville zu nutzen. Die Buren reagierten jedoch schnell und schlossen die Lücke, der Angriff blieb erfolglos. Methuen konnte nun keine Hilfe mehr senden und das Feuer der Artillerie blieb weitgehend wirkungslos, da immer noch auf die Hügelflanke anstatt auf die Gräben gerichtet.
Am Nachmittag, nachdem sie stundenlang ohne Wasser in der prallen Sommerhitze gelegen hatten, erhoben sich einige Highlander zum Rückzug. Die Offiziere versuchten vergeblich, die Ordnung wiederherzustellen und eine allgemeine Flucht war die Folge. Viele der Flüchtenden wurden von hinten erschossen. Teile der Garden und der Gordon Highlander schlossen die entstandene Lücke im britischen Zentrum und verhinderten so den Verlust der vorderen Geschütze.
Daraufhin wurde von den Buren ein zeitweiliger Waffenstillstand angeboten, damit die Briten ihre Verwundeten bergen konnten. Methuen entschloss sich schließlich zum Abbruch der Schlacht, da ein Übernachten in unmittelbarer Nähe der burischen Schützengräben nicht praktikabel erschien. In der Nacht erfolgte ein teils ungeordneter Rückzug zum Lager am Modder River.

## Folgen

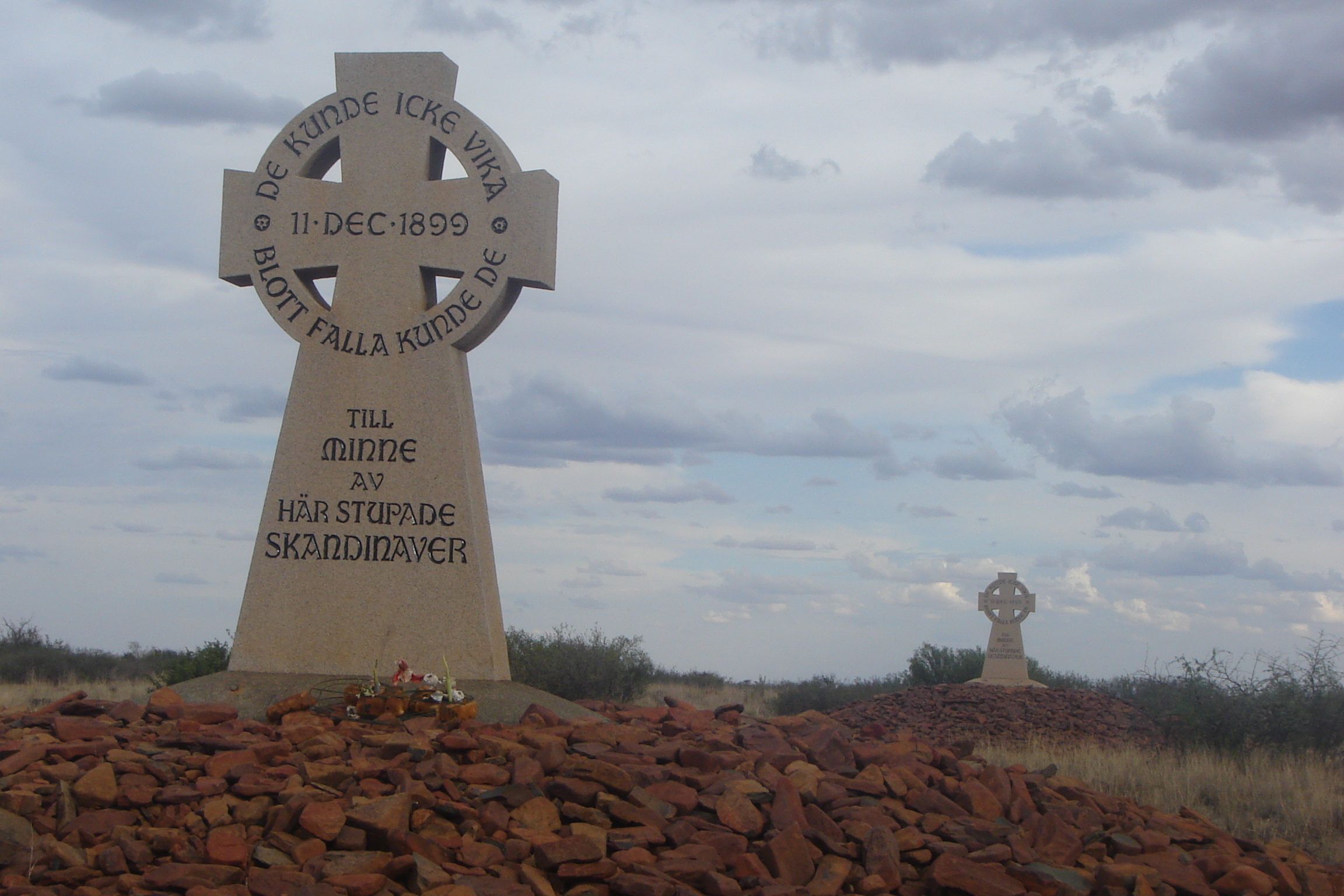
Gedenkkreuz für ein Korps skandinavischer Freiwilliger auf burischer Seite, das größtenteils aufgerieben wurde

Methuen sah sich aufgrund der schweren Verluste, vor allem bei der Highland Brigade, und ausbleibender Verstärkungen außerstande, seinen Vormarsch auf Kimberley wieder aufzunehmen. Nach der Niederlage General Bullers bei Colenso in Natal wenige Tage nach Magersfontein entschied die britische Regierung, mit Feldmarschall Roberts einen neuen Oberbefehlshaber in Südafrika einzusetzen und mit ihm weitere Truppen zu entsenden. Kimberley wurde erst im Zuge von Roberts’ großer Offensive gegen den Freistaat im Februar 1900 von Kavallerie unter Generalmajor John French befreit.

## Künstlerische Verarbeitungen
- Der auf Afrikaans schreibende Schriftsteller Etienne Leroux verfasste 1976 den Roman Magersfontein, o Magersfontein, in dem satirisch der Versuch einer Filmcrew dargestellt wird, die Schlacht von Magersfontein nachzustellen. Dabei wird auch der Mythos der gewonnenen Schlacht in Frage gestellt. Der Roman war bis 1980 von den südafrikanischen Zensurbehörden verboten.
- Der burische Sieg in der Schlacht wird im Lied Afrikanerhart (2009) des burischen Sängers Bok van Blerk besungen.